# Pierre Volumard
Pierre Volumard, né le 20 septembre 1919 à Neuilly-sur-Seine et mort le 11 avril 1989 à Grenoble, est un homme politique français.

## Détail des fonctions et des mandats
- 13 août 1968 - 1er avril 1973 : Député de la 2e circonscription de l'Isère, remplace son titulaire Jean-Marcel Jeanneney nommé au gouvernement.

## Annexe